# Fonte Nuova
Fonte Nuova is een gemeente in de Italiaanse provincie Rome (regio Latium) en telt 24.659 inwoners (31-12-2004). De oppervlakte bedraagt 20,1 km², de bevolkingsdichtheid is 1129 inwoners per km².

## Demografie
Fonte Nuova telt ongeveer 9758 huishoudens. Het aantal inwoners steeg in de periode 1991-2001 met 26,9% volgens cijfers uit de tienjaarlijkse volkstellingen van ISTAT.
| Jaar | Inwoneraantal |
| ---- | ------------- |
| 1991 | 17.876        |
| 2001 | 22.676        |

## Geografie
De gemeente ligt op ongeveer 150 m boven zeeniveau.
Fonte Nuova grenst aan de volgende gemeenten: Mentana, Monterotondo, Guidonia Montecelio, Rome, Sant'Angelo Romano.